# Amy Sawyer
Amy Sawyer (East Grinstead, 1863 - Ditchling, 1 de octubre de 1945) fue una pintora, ilustradora y dramaturga británica del movimiento Arts and Crafts. Vivió la mayor parte de su vida en Ditchling, Sussex Oriental, Inglaterra.

## Biografía

### Primeros años de vida
Nació en 1863 en East Grinstead, Sussex Occidental, la mayor de siete hijos de Charles Sawyer, comerciante de telas y tendero, y Eliza Blacklock Sawyer. Su hermana era la talladora de madera Mabel Ellen Young. En 1885, se mudó a Bushey, Hertfordshire, para asistir a la Escuela de Arte Herkomer, fundada por Hubert von Herkomer.

### Carrera
Su obra incorpora folclore, mitología, hadas y otros temas fantásticos, y se destaca por su representación de personajes femeninos fuertes. Entre 1887 y 1909 expuso dieciséis veces en la Real Academia de Arte. Expuso su representación desnuda de Psique en el Salón de París en 1907. Pocas de sus obras se encuentran en colecciones públicas; una excepción es Gentle Spring Brings her Garden Stuff to Market (1893), en el Museo Russell-Cotes en Bournemouth, Dorset.
Su trabajo de ilustración apareció en las revistas Black and White y The Illustrated London News. También ilustró libros de regalo para Raphael Tuck & Sons.
Ilustró el libro Heart of the World, una novela de fantasía de H. Rider Haggard ambientada en la Mesoamérica azteca. De los muchos artistas que produjeron más de mil imágenes para acompañar sus obras, fue la única mujer que ilustró una obra de Haggard durante su vida.
También publicó un libro de arte con Sands & Co., The Seasons (1905). Cada mes del año estaba ilustrado con representaciones de mujeres y diferentes flores correspondientes a cada mes, acompañadas de una cita poética.

### Últimos años y muerte
Abandonó el arte alrededor de 1913 después de que un envenenamiento por plomo le robara el uso de su mano derecha. Se convirtió en dramaturga y puso en escena su primera obra, Love Is Blind, en 1921. Sus obras trataban temas similares a sus obras de arte y se representaban en el dialecto local de Sussex. Veinticuatro de sus obras fueron recopiladas en Sussex Village Plays and Others (1934).
Murió el 1 de octubre de 1945 en su casa de Ditchling.

## Galería

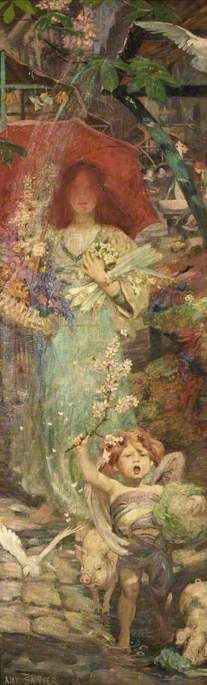
Gentle Spring Brings Her Garden Stuff to Market (1893)
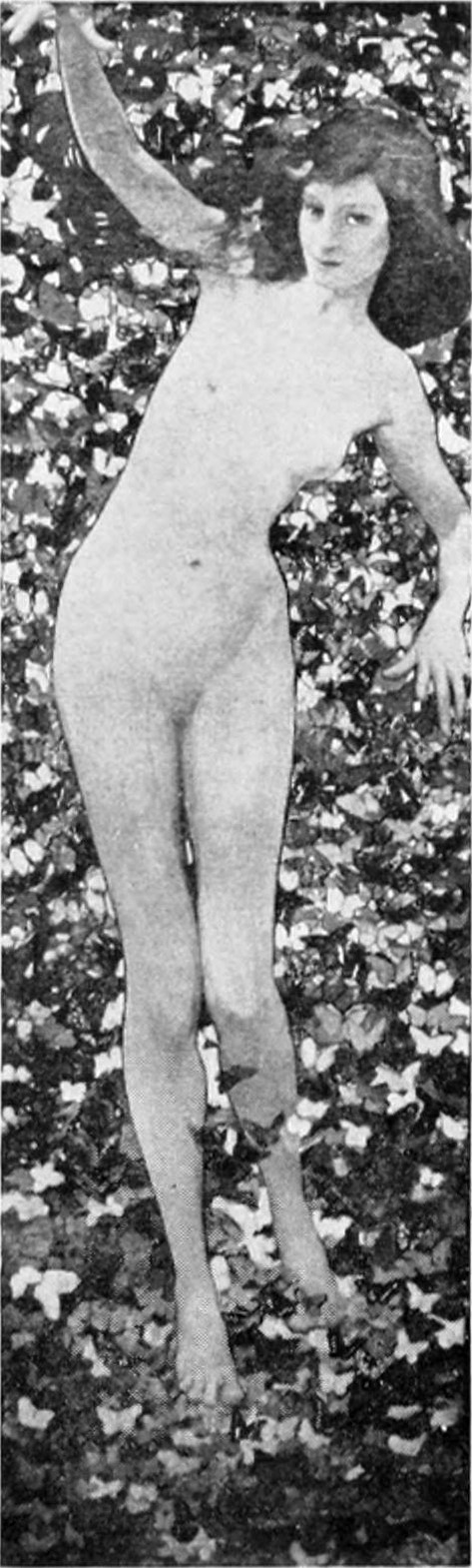
Psyché (1907)
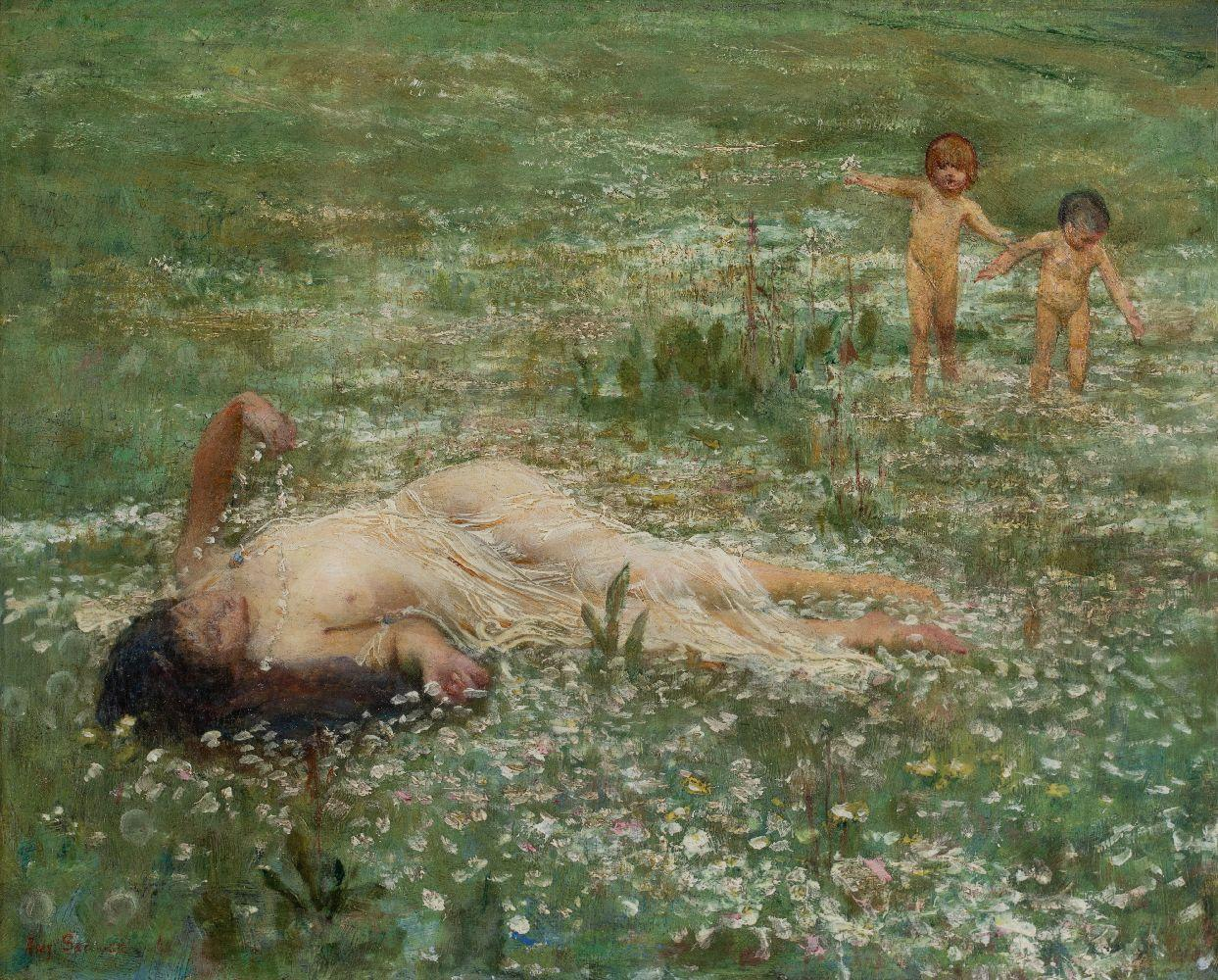
Down in the Valley Where the Daisies Grow (1908)